# Springfield, Nya Zeeland
Springfield är en ort med omgivande kommun 65 km väster om Christchurch på Sydön med cirka 200 invånare, verksamma med jordbruk, får- och boskapsskötsel. Byn ligger vid foten av Sydalperna och är den västligaste orten på småböljande slätten "Canterbury Plains". Riksväg 73 passerar genom byn och järnvägen "Tranz Alpin" mellan Christchurch och Greymouth med station avgränsar byn norrut.
År 2007 sattes en stor rosa munk upp för att marknadsföra "The Simpsons"-filmen. Den brändes ner av en pyroman två år senare och ersattes därefter av en motsvarande betongmunk. Springfield i Nya Zeeland har ingenting med filmen att göra, förutom namnet.

## Personer från orten
Författaren och socialreformatorn Rewi Alley, verksam främst i Kina, föddes i Springfield, där hans far under några år var lärare. En minnespark byggdes upp efter kalla krigets slut som del i att snabbt förbättra Nya Zeelands handelsrelationer med stormakten.